# Años 1880

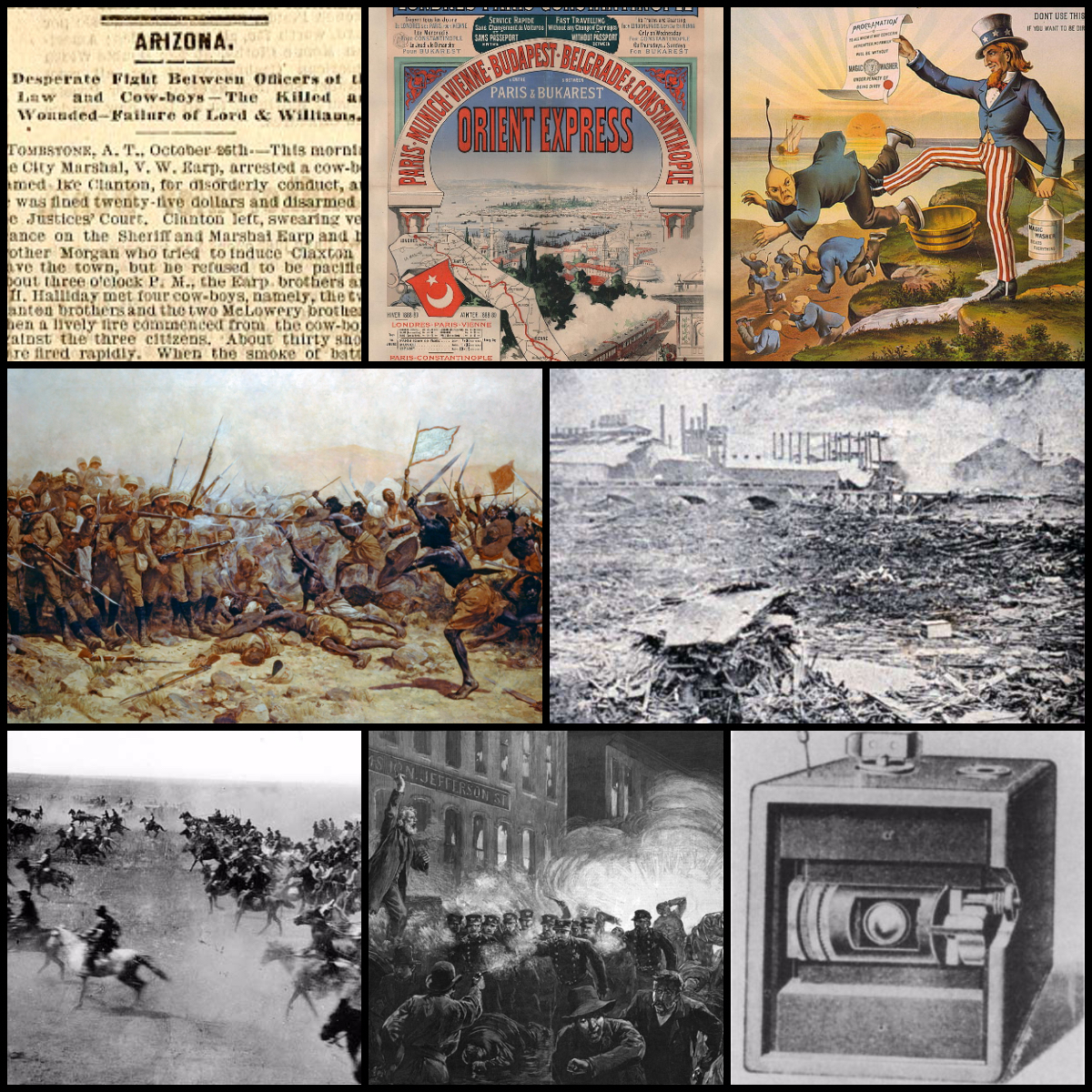
De arriba a la izquierda, en el sentido de las agujas del reloj: un famoso tiroteo estalla en el OK Corral en Tombstone, Arizona en 1881; un tren de pasajeros de larga distancia llamado Orient Express comienza a circular entre París y Constantinopla en 1883; El Congreso de los Estados Unidos prohíbe a los inmigrantes chinos ingresar a los Estados Unidos durante diez años, a partir de 1882; La presa de South Fork falla después de fuertes lluvias e inunda la ciudad de Johnstown, Pennsylvania, matando a más de dos mil personas; George Eastman presenta el Kodak No 1 y la cámara se convierte en un enorme éxito; Haymarket Square de Chicago es el escenario de la Revuelta de Haymarket que mata al menos a siete policías y cuatro civiles durante una protesta masiva de una concentración laboral y generalmente se considera el origen de las protestas modernas del Primero de Mayo; los colonos intentan reclamar tierras durante la fiebre de la tierra de Oklahoma de 1889; Grupos combinados de fuerzas británicas y sudanesas en bandos opuestos luchan durante un levantamiento nacionalista contra el jedive Tewfik.

Los años 1880 fueron un decenio que comenzó el 1 de enero de 1880 y terminó el 31 de diciembre de 1889. Se sitúa en el período central de la Segunda Revolución Industrial. La mayoría de los países occidentales experimentaron un gran auge económico, debido a la producción en masa de ferrocarriles y mejoras en otros medios de viaje. El rascacielos se empezó a convertir en un ícono de las ciudades modernas, así, contribuyendo a la prosperidad económica de la época. Los años 1880 también formaron parte de la Edad Dorada estadounidense, que duran desde 1874 hasta 1907.
La Conferencia de Berlín dio comienzo al reparto de África y su colonización, que duraría hasta mediados del siglo siguiente.

## Acontecimientos

### Guerras
- Guerra del Pacífico (1879-1884).
- Guerra de Aceh (1873-1904).

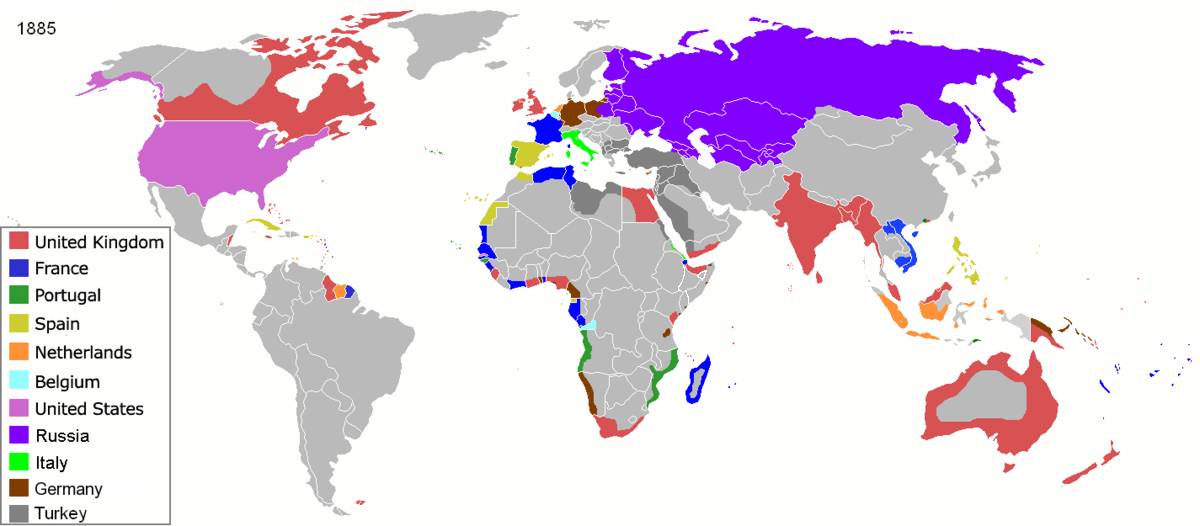
Algunas potencias europeas en 1885.

- Segunda guerra anglo-afgana (1878-1880).
- Guerra anglo-egipcia (1882).

- El 13 de septiembre de 1882, las tropas británicas ocuparon El Cairo y Egipto se convirtió en un protectorado inglés.

### Conflictos internos
- Guerras indígenas en América (intermitentemente desde 1622 hasta 1918).

- El 20 de julio de 1881, el jefe sioux Toro Sentado lideró la última rendición de su pueblo frente a las tropas estadounidenses en Fort Buford, Montana.

- Frecuentes linchamientos a afroamericanos en el sur de Estados Unidos durante las décadas 1880-1890.

### Colonización
- Francia coloniza Indochina.
- Colonias alemanas.

### Eventos políticos destacados
- 3 de agosto de 1881: Se firma un tratado de paz en la Convención de Pretoria con el que finaliza oficialmente la guerra entre los Bóeres y Gran Bretaña.
- 1884: Conferencia Internacional del Meridiano en Washington D. C., celebrada para determinar el meridiano de Greenwich.
- 1884-1885: Conferencia de Berlín, donde las potencias occidentales dividieron África.
- Se funda el Reino de Serbia.
- Los Estados Unidos nombraron cinco presidentes durante esta década, la mayor cantidad desde 1840. Estos fueron: Rutherford B. Hayes, James A. Garfield, Chester A. Arthur, Grover Cleveland y Benjamin Harrison.

### Crisis diplomáticas
- 1885: Se produce la Crisis de las Carolinas entre el Reino de España y el II Imperio alemán.
- 1888: Comienza el Conflicto del Beagle entre Chile y Argentina.

## Desastres
- De mayo a agosto de 1883, el volcán de Indonesia Krakatoa entró en erupción  36.000 personas murieron, la mayoría por el tsunami resultante.

## Asesinatos
La década de 1880 estuvo marcada por varios asesinatos e intentos de asesinato notables:
- 13 de marzo de 1881: Asesinato del Zar del Imperio Ruso Alejandro II de Rusia.
- 19 de septiembre de 1881: James A. Garfield, vigésimo presidente de Estados Unidos.
- 2 de marzo de 1882: Roderick McLean intenta asesinar a la Reina Victoria del Reino Unido.
- 3 de abril de 1882: Bob Ford asesina a Jesse James, un legendario proscrito.
- 11 de noviembre de 1887: 4 Obreros son ejecutados como consecuencia del Incidente de Haymarket por exigir la jornada laboral de 8 horas, hoy este incidente se conmemora cada año el Primero de mayo como el Día del Trabajador
- Otoño de 1888: Tienen lugar en Londres los asesinatos de Jack el Destripador, reconocido como el primer asesino en serie moderno.
- El forajido y ladrón de bancos australiano Ned Kelly es colgado en Melbourne.

## Avances científicos y técnicos
- 1880: Oliver Heaviside de Camden Town, Londres, Inglaterra, recibe una patente para el cable coaxial. En 1887, Heaviside introdujo el concepto de bobinas de carga. En la década de 1890, Mihajlo Idvorski Pupin y Heaviside crearon las bobinas de carga recibiendo otra patente, sin embargo, el trabajo de Heaviside no se pudo acreditar.
- 1880-1882: El desarrollo y producción de la iluminación eléctrica estaba en marcha. Thomas Alva Edison, de Milán, Ohio, estableció la "Compañía de Iluminación Edison" el 17 de diciembre de 1880. Con sede en Nueva York, fue la empresa pionera de la industria de la energía eléctrica. El sistema de Edison se basó en la creación de una planta de energía central equipada con generadores eléctricos. Los cables de cobre entonces conectarían la estación con otros edificios, lo que permitiría la distribución de la electricidad. La estación de Pearl Street fue la primera central de Estados Unidos, ubicada en el 255-257 de la calle Pearl, en Manhattan, en un solar de 50 por 100 metros, justo al sur de la calle Fulton. Se inició con un generador de corriente directa y empezó a generar electricidad el 4 de septiembre de 1882, sirviendo una carga inicial de 400 lámparas de 85 clientes. En 1884, la estación de Pearl Street estaba sirviendo 508 clientes con 10.164 lámparas.
- 1880-1886: Charles F. Brush de Euclid, Ohio, y la "Compañía Eléctrica Brush" instaló lámparas de arco de carbono a lo largo de Broadway, Nueva York. Una pequeña estación fue establecida en el 25 de la calle Manhattan. Las luces de arco eléctrico entraron en servicio regular el 20 de diciembre de 1880. En el nuevo puente de Brooklyn de 1883 había 70 lámparas de arco instaladas.
- 1881-1885: Stefan Drzewiecki de Podolia, Imperio Ruso, finalizó su proyecto de construir un submarino, el cual había empezado en 1879. Las embarcaciones fueron construidas en "Construcciones Navales y Maquinaria de Obra Nevskiy", en San Petersburgo. En total, 50 unidades fueron entregadas al Ministerio de Guerra. Al parecer todas fueron lanzadas como parte de la defensa de Sebastopol y Kronstadt. En 1885 los submarinos fueron trasladados a la Marina Imperial Rusa. Pronto fueron declarados "ineficaces" y desechados. En 1887, Drzewiecki estuvo diseñando submarinos para la Tercera República Francesa.
- 1881-1883: John Philip Holland de Liscannor, condado de Clare, Irlanda, construyó el submarino Fenian Ram para la Hermandad Fenian. Durante extensos ensayos, Países Bajos hizo numerosas inmersiones y disparó usando maniquíes como proyectiles.
- 1882: William Edward Ayrton, de Londres, Inglaterra, y John Perry, de Garvagh, condado de Londonderry, Irlanda, construyeron un triciclo eléctrico. Según se dijo, tenía un alcance de 10 a 25 millas, alimentado por una batería de plomo ácido. Una innovación importante del vehículo era el uso de luz eléctrica, en este caso haciendo de faros.
- 1882: Schuyler Wheeler. de Massachusetts, inventó el ventilador eléctrico de dos aspas. Henry W. Seely, de Nueva York, ideó la plancha eléctrica. Fueron sin duda dos de los primeros electrodomésticos.
- 1884-1885: El 9 de agosto de 1884 "La France", un avión de la armada francesa, hace su primer vuelo. Constantin Krebs pilotó el primer vuelo ligero de "La France". Fue el primer vuelo de ida y vuelta con aterrizaje en el mismo punto de partida.
- 1884: Paul Gottlieb Nipkow, de Lębork, Reino de Prusia, Alemania, inventó un dispositivo de escaneado de imagen.
- 1885: Galileo Ferraris, de Livorno Piemonte, Italia, ideó el motor eléctrico. Deliberadamente no patentó su invención, sino que se lo mostraba en su laboratorio a todo aquel que estuviese interesado. Publicó sus conclusiones en 1888. Por aquel entonces, Nikola Tesla había llegado de forma independiente al mismo concepto y ya estaba buscando una patente.
- 1885-1888: Karl Benz, de Karlsruhe, Baden, Alemania, introdujo el primer automóvil. La "Motorwagen" fue patentado el 29 de enero de 1886 como PRM-37435: "automóvil alimentado por gas". Benz comenzó a vender el vehículo a finales de 1888, lo que lo hace el primer coche disponible en el mercado de la historia.
- 1886: Se elabora la Coca-cola.
- 1887: El sabio lingüista polaco L. L. Zamenhof (1859-1917) da a conocer su propuesta de lengua internacional, que desde entonces es conocida con el nombre de esperanto, el 26 de julio.
- 1887-1888: Augustus Desiré Waller, de París, registró el primer cardiograma humano.
- 1888: Heinrich Hertz, de Hamburgo, Alemania, transmite y recibe ondas de radio con éxito. Hertz consiguió demostrar la existencia de ondas electromagnéticas. Fue un paso muy importante para la invención de la radio.
- 1888-1890: Isaac Peral, de Cartagena, lanza el submarino tal y como lo conocemos hoy el 8 de septiembre. Fue creado para la Armada Española y se sometió a una serie de ensayos en la bahía de Cádiz entre 1889 y 1890. El 7 de junio de 1890, después de haber estado sumergido durante una hora a una profundidad de 10 metros y haberlo logrado con éxito, fue celebrado por el público y en honor de María Cristina de Austria, Reina Regente de España.^*
- Primeras producciones comerciales y ventas del fonógrafo.
- Se inicia la construcción del Canal de Panamá por los franceses.
- Se presenta la pólvora sin humo en Francia.
- Heinrich Hertz descubre el efecto fotoeléctrico.
- El experimento de Michelson Morley se lleva a cabo, sugiriendo que la velocidad de la luz es invariable.
- Se desarrolla la teoría de la emoción de James Lange.

## Economía
- Cerca de 600.000 suecos emigran a Estados Unidos.
- Chinos, escandinavos e inmigrantes irlandeses construyeron 73.000 millas (117.000 kilómetros) de vías del ferrocarril en Estados Unidos.

## Avances tecnólogicos de Asia
Trabajo de las mujeres: docencia era el rubro de inserción laboral femenina en el sudoeste de la provincia de Buenos Aires para pasar, en segundo término, a estudiar la visión transmitida por la prensa de tendencia católica en torno al magisterio.

### Literatura
- Friedrich Nietzsche publica "Así habló Zaratustra".
- Mark Twain publica "Las aventuras de Huckleberry Finn".
- Fyodor Dostoevsky escribe "Los hermanos karamazov".
- Robert Louis Stevenson publica "La isla del tesoro" y "El extraño caso del doctor Jekyll y el señor Hyde".
- Primera publicación del diccionario de inglés Oxford.
- Arthur Conan Doyle escribe su primer relato sobre Sherlock Holmes.
- Lewis Wallace publica "Ben-Hur".
- Edwin Abbott Abbott con el pseudónimo de A. Square publica "Planilandia"
- Franz Kafka: Su nacimiento.

### Arte
- Edgar Degas: Bailarina.
- Auguste Rodin: El Pensador.
- Auguste Rodin: El beso.
- Vincent van Gogh hizo la mayoría de sus obras.

### Música
- Aumenta la popularidad de la música afroamericana y el Ragtime.
- Brahms: Danza húngara.

### Arquitectura
- El Home Insurance Building, el primer rascacielos de la historia, se convierte en la estructura más alta construida por el hombre desde que abrió sus puertas en 1885 con una gran amplitud.
- La Estatua de la Libertad es inaugurada el 28 de octubre de 1886 por el puerto de Nueva York.
- El Monumento a Colón de Barcelona es inaugurado el 1 de junio de 1888.
- La Torre Eiffel es inaugurada en París el 31 de marzo de 1889.